# Marco D'Alberti
Marco D'Alberti (Roma, 10 agosto 1948) è un giurista italiano, nominato giudice della Corte costituzionale il 15 settembre 2022 dal Presidente della Repubblica Sergio Mattarella.

## Biografia
Nato a Roma il 10 agosto 1948, laureatosi con lode in giurisprudenza all'Università degli Studi "La Sapienza", consegue la specializzazione con lode in scienze amministrative presso la stessa università. 

### Carriera accademica
Ha cominciato la sua carriera universitaria come assistente alla cattedra di diritto amministrativo di Massimo Severo Giannini, cattedra che assumerà poi a partire dal 1985 come professore ordinario, insieme a quella di diritto pubblico dell'economia (1992-1997) e di diritto amministrativo (2004-2019).
Oltre all'ateneo romano, ha insegnato:
- Scienze dell'amministrazione presso l'Università degli Studi di Camerino (1978-1979)
- Diritto amministrativo e diritto pubblico dell'economia presso la facoltà di economia dell'Università Politecnica delle Marche (1979-1986)
- Istituzioni pubbliche presso la Scuola nazionale dell'amministrazione (1990-1992)
- Scienze dell'amministrazione presso la facoltà di scienze politiche della Libera Università Internazionale degli Studi Sociali (1996-1997)

Inoltre, è stato coordinatore del corso di dottorato in Organizzazione e funzionamento della pubblica amministrazione presso l'Università degli Studi di Roma "La Sapienza". Attualmente, è direttore del master di II livello Global Regulation of Markets e coordinatore dell'area accademica delle scienze giuridiche, politiche, economiche e sociali.
Ha effettuato ricerche e ha insegnato più volte in Università straniere, tra le quali Cambridge (1980 e 1981), Harvard (1982), Yale (1987 e 1988), la Panthéon Assas di Parigi (1990 e 2005) e la Columbia University.
Dal 2019 D'Alberti è professore emerito di diritto amministrativo all'Università La Sapienza di Roma.

#### Attività di ricerca
Inizia la sua attività di ricerca come responsabile scientifico presso il Consiglio Nazionale delle Ricerche, ruolo che ricoprirà per molti anni, dal 1979 al 1994. Inoltre, è stato componente del comitato scientifico di diverse riviste:
- Rivista italiana di diritto pubblico comunitario
- Quaderni del pluralismo
- Gazzetta Ambiente
- Il Lavoro nelle pubbliche amministrazioni
- Europa e diritto privato
- Foro amministrativo. Consiglio di Stato
- Munus
- Studi parlamentari e di politica costituzionale
- Concorrenza e mercato
- Italian Antitrust Review

Fa parte del consiglio direttivo dell'Istituto di studi sull'amministrazione in Roma dal 1983 al 1995 ed anche dei comitati scientifici, qui riportati:
- Comitato scientifico del Master in Economia del settore pubblico presso Formez (1989-1992)
- Comitato scientifico-redazionale dell'Enciclopedia giuridica (1994-2011)
- Comitato scientifico della Commissione nazionale per le società e la Borsa (1995-1997)
- Consiglio scientifico dell'Università italo-francese (2009-2015)

Dal 2012 è vicedirettore della Treccani Diritto Online e dal 2013 membro del comitato scientifico dell'area internazionale di ricerca sulla dottrina sociale della Chiesa. Infine, dal 2015 è tra i componenti del comitato di direzione della Rivista trimestrale di diritto pubblico.

#### Attività di consulenza
D'Alberti è stato consigliere del CNEL dal 1995 al 1997 e dal 1997 al 2004 è stato componente dell'AGCM, dopo essere stato membro di numerose commissioni istituzionali di studio e di consulenza presso la Presidenza del Consiglio dei ministri e vari ministeri, dal 1985 al 1995 e componente della Commissione per la garanzia dell'informazione statistica, tra il 1993 ed il 1997.
Presiede la Commissione per l'innovazione amministrativa presso la Presidenza del Consiglio dei ministri dal 1996 al 1997, quando diviene componente dell'Autorità garante della concorrenza e del mercato. Successivamente è nominato membro del consiglio dell'Istituto per la vigilanza sulle assicurazioni private nel 2011 e nel 2013 presiede la Commissione per il rilancio dei beni culturali e del turismo.
Dal 2014 è componente dell'Advisory Board dell'Autorità di regolazione dei trasporti
Nel triennio 2019-2022 ha presieduto il Consiglio Superiore per i Beni culturali e Paesaggistici del Ministero della cultura.
Ha lavorato insieme a Mario Draghi durante gli anni come Governatore della Banca d'Italia, dov'è stato anche componente del Consiglio superiore della Banca d'Italia, ed è stato suo consigliere giuridico alla Presidenza del Consiglio dei ministri e uno dei principali ideatori del decreto sulle semplificazioni, tra i più importanti approvati del governo Draghi.

### Giudice costituzionale
Il 15 settembre 2022 il Presidente della Repubblica Sergio Mattarella nomina D'Alberti Giudice della Corte costituzionale, in sostituzione dell'ex premier Giuliano Amato, giunto alla scadenza del mandato da giudice. Ha prestato giuramento il 20 settembre.

## Pubblicazioni

### Autore
- Le concessioni amministrative, Napoli, Jovene, 1981
- I "public contracts" nell'esperienza britannica, Napoli, Jovene, 1984
- Diritto amministrativo comparato. Trasformazioni dei sistemi amministrativi in Francia, Gran Bretagna, Stati Uniti, Italia, Bologna, Il Mulino, 1992
- Poteri pubblici, mercati e globalizzazione, Bologna, Il Mulino, 2008
- Lezioni di diritto amministrativo, Torino, Giappichelli, 2012; II ed. ampliata, 2013

### Curatore
- La dirigenza pubblica, Bologna, Il Mulino, 1990
- L'unità del diritto. Massimo Severo Giannini e la teoria giuridica, Bologna, Il Mulino, 1994 (in collaborazione con Sabino Cassese, Gaetano Carcaterra ed Andrea Brixio)
- L'alta burocrazia. Studi su Gran Bretagna, Stati Uniti d'America, Spagna, Francia, Italia, Bologna, Il Mulino, 1994
- Corruzione e sistema istituzionale, Bologna, Il Mulino, 1994
- Concessioni e concorrenza, Roma, Autorità garante della concorrenza e del mercato, 1998
- Regolazione e concorrenza, Bologna, Il Mulino, 2000 (in collaborazione con Giuseppe Tesauro)
- Arbitri dei mercati. Le Autorità indipendenti e l'economia, Bologna, Il Mulino, 2010 (in collaborazione con Alessandro Pajno)
- Le nuove mete del diritto amministrativo, Bologna, Il Mulino, 2010